# 真鈍頭鮠
真鈍頭鮠，為輻鰭魚綱鯰形目鈍頭鮠科的其中一種，為熱帶淡水魚類，分布於亞洲泰國及緬甸淡水流域，體長可達7.3公分，棲息在岩石底質、流動的溪流底層水域，生活習性不明。

## 扩展阅读
維基物種上的相關：真鈍頭鮠